# Dialekt (programování)
Dialekt se v kontextu programování nazývá verze či varianta programovacího jazyka, která se od normy výchozího programovacího jazyka liší jen v relativních drobnostech, je programátory považována za týž programovací jazyk a zpravidla též nese totéž jméno.
Ke vzniku dialektů programovacích jazyků dochází zpravidla při vytváření nových implementací jazyka, které se buď snaží rozšířit nebo něčím vylepšit možnosti dosavadních implementací, nebo jsou naopak určeny jen pro omezenou oblast použití, takže se mohou implementačně omezit a soustředit na ni.
Podstatná pro rozlišení, zda se jedná ještě o dialekt jiného programovacího jazyka, nebo již o nový programovací jazyk, je konvence programátorů a intence tvůrců. Tak na jednu stranu například téměř všechny programovací jazyky, které vznikly na bázi Lispu, používají jeho základní syntaxi S-výrazů a drží se jejich základní sémantiky, jsou lispovými programátory považovány za dialekty Lispu, byť se někdy liší ve velmi mnoha ohledech (např. Scheme), na druhou stranu například samostatný programovací jazyk Pike vznikl jako implementace LPC, lišící se od původního jazyka méně než některé jiné implementace považované za dialekty LPC, ale právě s intencí vytvořit nový jazyk s jasně vyslovitelným jménem, nezávislý na původním určení a původní licenci LPC.